# Spindizzy
Spindizzy — компьютерная игра с изометрической графикой, выпущенная для нескольких 8-битных домашних компьютеров в 1986 году компанией Electric Dreams Software. Игра сочетает элементы жанра Action и головоломки. Игроки должны преодолеть ряд экранов, исследуя ландшафт, висящий в пространстве. Разработкой руководил Пол Ширли, черпавший вдохновение из игр Ultimate Play The Game, также использовавших изометрическую проекцию.
Игра имела успех в Великобритании и была хорошо принята критиками. Обозреватели хвалили её за визуальное оформление и дизайн, отмечая недостатки звукового оформления. Критики указывали на параллели между Spindizzy и Marble Madness, вышедшей двумя годами ранее на аркадных автоматах.
В 1990-х было выпущено продолжение игры под названием Spindizzy Worlds.

## Игровой процесс
Игровое поле изображено в изометрической проекции. Игрок может выбирать четыре разных точки обзора и переключаться между ними во время игры. Игрок управляет роботом под названием «Устройство гироскопического исследования и картографирования» (англ. Gyroscopic Environmental Reconnaissance And Land-Mapping Device) (GERALD), используя клавиатуру или джойстик. Робот может трансформироваться в шар, пирамиду с квадратным основанием и гироскоп. Игроки должны провести робота по уровням в течение отведённого времени. Отпущенное время может увеличиваться путём сбора разбросанных по игровому миру драгоценных камней, и уменьшаться, если игрок падает в бездну. На уровнях находятся наклонные плоскости, коридоры и другие препятствия, не дающие игроку быстро передвигаться. Игра заканчивается, когда истекает время или когда игровой мир полностью исследован.